# Urban Legends: Bloody Mary
Urban Legends: Bloody Mary is een horrorfilm uit 2005 onder regie van Mary Lambert. De film is het vervolg op Urban Legend (1998) en Urban Legends: Final Cut (2000). Dit derde deel verscheen zowel in de Verenigde Staten als in Nederland als direct-naar-dvd film.

## Verhaal
Het verhaal begint in 1969, als de leider van een footballteam van een middelbare school Mary Banner ontvoert en per ongeluk vermoordt.
De film speelt zich vervolgens in het heden af. De film draait om een broer en een zus, Samantha en David, die het mysterie van het Bloody Mary broodjeaapverhaal willen ontrafelen, wanneer klasgenoten van hen overlijden. Als ze ontdekken dat er een link bestaat tussen het mysterieuze overlijden van klasgenoten en de dood van Mary, vragen ze om hulp aan de enige vrouw die er meer van af lijkt te weten: oud-klasgenoot van Mary, Grace.

## Rolverdeling
- Kate Mara - Samantha Owens
- Robert Vito - David Owens
- Tina Lifford - Grace Taylor
- Ed Marinaro - Bill Owens
- Michael Coe - Buck Jacoby
- Lillith Fields - Mary Banner / Bloody Mary
- Olesya Rulin - Mindy